# イオンモールナゴヤドーム前
イオンモールナゴヤドーム前（イオンモールナゴヤドームまえ）は、愛知県名古屋市東区矢田南（バンテリンドームナゴヤ隣接）に立地するショッピングセンターである。

## 概要
イオン株式会社が日本専売公社（現在の日本たばこ産業株式会社（JT））の名古屋工場跡地を活用し、日本たばこ産業を建築物オーナー、イオン株式会社のSC事業部を開発事業者として建設された。
開業は2006年（平成18年）3月28日であった。
敷地面積約6万2,000m2、店舗面積約6万4,000m2の巨大ショッピングモールである。建物は5階建てで、店舗は3階層のGMS棟（イオンスタイルナゴヤドーム前）とエンクローズドモール（イオンナゴヤドーム前専門店街）で構成されている。駐車場の容量は2,800台で4階・5階・R階屋上駐車場・平面駐車場の4か所となっているが、屋上駐車場は4階と5階が満車にならない限り開放しない（土日祝日または年末年始などの混雑時のみ）。
バンテリンドームナゴヤとは歩道橋で連絡しており、店舗の2階部分から往来することが可能である。
2011年（平成23年）から進められたイオンの大型ショッピングセンターの名称の「イオンモール」への統一に伴い、同年11月21日に「イオンナゴヤドーム前ショッピングセンター」から名称が変更された。
2013年（平成25年）11月からイオンリテールの運営していた大型ショッピングセンターをイオンモールの運営に委託することになったことに伴い、同社の管理運営に移行した。
また、核店舗の「ジャスコ」は、2011年（平成23年）3月1日にイオングループの総合スーパーをイオンに店名統一することに伴って「イオン」に改称することになった。
2021年（令和3年）1月1日より「ナゴヤドーム」自体はネーミングライツ（命名権）の導入に伴い「バンテリンドームナゴヤ」に名称を変更しているがイオンモール大阪ドームシティと同様名称変更を行っていない。
2024年（令和6年）に大規模な改装を実施し、同年3月29日に核店舗のイオンナゴヤドーム前店は「イオンスタイル ナゴヤドーム前」に改称・リニューアルされた。また、同年2月29日に一時閉店したイオン今池店（旧ダイエー店舗）の代替店舗も担うようになる。
地元では｢ドムジャ(ナゴヤドーム前のジャスコ)｣と呼ばれることがある。

## 館内の特色
専門店街は開業時点では179店舗が出店していた。また2階に設置されているフードコートは21店舗、930席の規模であり、この他に24店舗のレストランや喫茶店が出店している。
イオンナゴヤドーム前店（旧ジャスコ）は、2階の衣料品売場をジャスコとしては初めて「イオンスタイルストア」と称した売り場とした。2024年のイオンスタイルへの転換時には「TVC（トップバリュコレクション）」の専門店型モデル店舗として再編成された。
2階のナゴヤドームとの連絡デッキ近くに中日ドラゴンズのグッズショップ「ドラゴンズショップ」があり、当店でのみ扱うグッズも揃う。
中央部には先述した広大なフードコートがある。
名古屋市内でのイオン銀行1号店は1階にある。
出店テナント全店の一覧・詳細情報は公式サイト「ショップ&レストラン」を、営業時間およびATMを設置する金融機関の詳細は公式サイト「インフォメーション」を参照。

## 交通アクセス

### 自動車
駐車料金は公式サイト「駐車場のご案内」を参照。
- 当モールが決めた特定日（ナゴヤドームで野球の試合や特定のイベントが開催される日）は特別駐車料金として6,000円が加算される。ただし特定の条件を満たせば加算されない
- 2022年3月1日より、これまでのゲート式、駐車券式の駐車場システムから、ゲートレス、駐車券レスのカメラでのナンバープレート認証方式に変更となっている。なお通常時、バンテリンドーム名古屋での野球、イベント開催日の特別料金日の運用は、これまで通り運用されている。[9]。

### 路線バス
名古屋ガイドウェイバスガイドウェイバス志段味線のナゴヤドーム前矢田駅下車、徒歩で約5分。
その他の一般路線バスは「ナゴヤドーム前矢田駅#バス路線」を参照。名古屋市営バスの「矢田南4丁目」停留所（今池方面行きのみ停車）または「矢田南3丁目」停留所が最寄り。南側からの場合、基幹バス（名古屋市営バス・名鉄バス）の「萱場」停留所から徒歩で7分程度。北側からの場合、名古屋市営バスの「大幸」停留所からもアクセスできる。
大曽根駅から無料送迎バスが運行されている。詳細は公式サイト「無料シャトルバスのご案内」を参照。

### 付記
当モールでは、地球環境保護と混雑防止の観点から公共交通機関の利用を推奨しており、manaca、TOICAなどにより鉄道や路線バスを利用し来館した買い物客に対して一定条件のもと、グリーンスコアキャンペーンとして特典を付与している。
当店舗で導入しているのはmanacaやTOICAではなくSuicaであるが、manaca、TOICAとも相互利用により使用可能である。